# Andreas Schäffer (Chemiker)
Andreas Schäffer (* 17. Mai 1955 in Wuppertal) ist ein deutscher Umweltchemiker und war 2004 bis 2023  Leiter des Instituts für Umweltforschung an der RWTH Aachen. Seine Forschung befasst sich mit dem Verhalten, dem Abbau und der Risikobewertung von Chemikalien in der Umwelt. 2024 wurde er emeritiert.

## Leben
Schäffer stammt aus Wuppertal und besuchte dort das Wilhelm-Dörpfeld Gymnasium. Er studierte Chemie an der Westfälischen Wilhelms-Universität Münster und wurde 1984 nach Arbeiten am Lehrstuhl von   B. Krebs promoviert.

## Wissenschaftliche Laufbahn
Nach der Promotion war Schäffer Postdoktorand an der Medical School der Harvard University bei  Bert L. Vallee (1984–1986) und an der Universität Zürich bei   J. Kägi (1986–1989). Von 1989 bis 1997 arbeitete er in der chemischen Industrie in Basel. Ab 1997 übernahm er eine Professur an der RWTH Aachen und leitete von 2004 bis 2023 das dortige Institut für Umweltforschung. Parallel war er von 2000 bis 2007 wissenschaftlicher Direktor des Fraunhofer-Instituts für Molekularbiologie und Angewandte Oekologie (IME) am Standort Schmallenberg. Seit 2003 ist er Vorstandsvorsitzender des von ihm mitgegründeten Forschungsinstituts gaiac e. V. in Aachen.

## Forschung
Schäffers Forschungsschwerpunkte umfassen den Abbau, die Bindung und den Transport von Schadstoffen in Böden, Pflanzen und Gewässern sowie die ökologische Risikobewertung von Chemikalien. Er hat mehr als 300 wissenschaftliche Arbeiten und mehrere Lehrbücher zu den Themen Umweltchemie und Umweltanalytik veröffentlicht.

## Mitgliedschaften und Auszeichnungen
- Mitglied im Vorstand des International Panel on Chemical Pollution (IPCP, seit 2019)[7]
- Mitglied der Kommission Umwelt der Nationalen Akademie der Wissenschaften Leopoldina (seit 2015)
- Ehrenprofessor an der Chongqing University, China (seit 2014)
- Adjunct Professor an der Nanjing University, China (seit 2012)
- Auszeichnung als „Distinguished Scientist“ durch die Chinesische Akademie der Wissenschaften (2019)
- Mitglied wissenschaftlicher Beratungsgremien des Bundesamtes für Verbraucherschutz und Lebensmittelsicherheit (BVL) und des Bundesinstituts für Risikobewertung (BfR)
- Mitglied im wissenschaftlichen Panel für Pflanzenschutzmittel bei der Europäischen Behörde für Lebensmittelsicherheit (EFSA)
- Langjähriges Mitglied in Fachgesellschaften wie der Gesellschaft Deutscher Chemiker (GDCh, Fachgruppenvorsitz 2007–2014), der Society of Environmental Toxicology and Chemistry (SETAC) und der Deutschen Bodenkundlichen Gesellschaft (DBG)

## Gesellschaftliches Engagement
Nach seiner Emeritierung ist Schäffer neben diversen Umweltaktivitäten auch ehrenamtlich tätig: im Vorstand der Diakonie Aachen und des Kulturvereins Kultur-KIK sowie als Musiker (Violine) im Aachener Kammerorchester.